# Роменський завод продовольчих товарів
Роменський завод продовольчих товарів — підприємство харчової промисловості, розташоване в районному центрі Сумської області місті Ромнах, складова ВО «Ромни-кондитер»; один з провідних виробників кондитерської продукції (під ТМ «Ромни-кондитер») у регіоні.
Генеральний директор підприємства Саєнко Олександр Іванович.

## Продукція і діяльність
Орієнтуючись на запити споживачів ТОВ «Роменський завод продовольчих товарів» нині (2-а половина 2000-х років) випускає близько 100 найменувань продукції і постачає свої вироби не лише на Сумщину, а й в інші регіони України.
На підприємстві встановлена одна з найпотужніших в Україні ліній з виробництва пряників, що дало поштовх до здобуття лідерства на ринку з реалізації цього виду солодощів. В асортименті нараховується, зокрема, до 30 видів пряників, що дає змогу задовольнити різноманітні смаки споживачів. Асортимент кондитерських виробів з борошна доповнює печиво вівсяне, сухарі, сушка. Різноманітні торти й тістечка виготовляє кондитерський цех.
Товариство з обмеженою відповідальністю «Роменський завод продовольчих товарів» здійснює такі основні види діяльності за КВЕД:
- виробництво хліба та хлібобулочних виробів (15.81.0);
- виробництво сухарів, печива, пирогів і тістечок тривалого зберігання (18.82.0);
- виробництво какао, шоколаду та цукристих кондитерських виробів (18.84.0);
- інші види оптової торгівлі (51.90.0);
- діяльність автомобільного вантажного транспорту (60.24.0);
- діяльність нерегулярного пасажирського транспорту (60.23.0).

## З історії підприємства
Підприємство було засновано 1998 року. Тоді було створене ДП «Продторг», що здійснювало реалізацію продукції через широку мережу магазинів. Того ж року з'явилось ДП «АТП-завод продтоварів», що займалось доставкою хлібобулочних та кондитерських виробів до споживачів, яке обслуговувало клієнтів по всій Україні. Щороку транспортом підприємства перевозилось понад 30 тисяч тонн вантажів, з них понад 10 тисяч припадали на хлібобулочні вироби, решту складали пряники, зефір тощо.
1999 року було створено підприємство «Ромни-ОПТ», яке обслуговувало торгову мережу міста Ромни та району, також співпрацює з клієнтами міст Сумської області (Конотоп, Недригайлів, Липова Долина), Полтавської області (Гадяч, Лохвиця), Чернігівської області. Провідне спрямування — реалізація продукції, що виробляється на підприємстві.
2002 року — створено ТОВ «Будсервіс», що замайється реалізацією широкого асортименту будівельних матеріалів через мережу магазинів. Для забезпечення потреб підприємства борошном власного виробництва 2004 року у ВО влився млин у селищі Білоодському на Роменщині (ТОВ «Біловодмлинзавод»).
2005 року Роменський завод продовольчих товарів увійшов в асоціацію "Об'єднання «Ромни-кондитер», яка була створена з дозволу Антимонопольного комітету України. Відтак, розроблено та впроваджено торговельну марку «Ромни-кондитер».
2007 року розроблено й запущено зефірну ТМ «Кокетка».
2008 року, після ряду перевірок та перешкоджань виробництву Роменського заводу продтоварів, підприємство змушене було перереєструватися у Дніпропетровській області. Улітку 2010 року, відчувши перспективи у діяльності і заручившись підтримкою обласної влади, «Роменському заводу продтоварів» вдалося отримати закордонні замовлення на поставки власної продукції. Таким чином, уже в 2011 році підприємство має зареєструатися знову за місцем розташування головних виробничих потужностей, тобто в Ромнах, відтак сплачуватиме податки (бл. 5 млн. гривень щороку) до місцевої казни.

## Нагороди
- 2009 — Переможець регіонального етапу Всеукраїнського конкурсу якості продукції (товарів, робіт, послуг), Суми;
- 2008 — Бронзовий призер «Конкурсу на найкращу продукцію, технологію, наукову розробку»;
- 2008 — Переможець регіонального етапу Всеукраїнського конкурсу якості продукції (товарів, робіт, послуг), Суми;
- 2006 — Відзнака «Лідер галузі» за основним видом діяльності КВЕД 15.81 «Виробництво хліба і хлібобулочних виробів», нагороджено дипломом та медаллю переможця національного бізнес-рейтингу та присуджено третє місце за критерієм «Продуктивність праці»;
- 2004 — «Лідер харчової та переробної промисловості України» (Київ);
- 2003 — Диплом лауреата конкурсу «Найкраща кондитерська продукція 2003» у номінації «Виробник найкращої продукції» на XVIII Міжнародному бізнес-форумі «Слов'янський базар»;
- Диплом міжнародного конкурсу «Компанія XXI століття» (Польща).

## Виноски
1. ↑  Контакти[недоступне посилання з липня 2019] на Сайт компанії «Ромни-кондитер»
2. ↑  Про компанію [Архівовано 21 травня 2012 у Wayback Machine.] на Сайт компанії «Ромни-кондитер»
3. ↑  «Роменський завод продтоварів» повертається на Сумщину[недоступне посилання з липня 2019] //інф. за 2 серпня 2010 року на Вебпредставництво Сумської обласної державної адміністрації [Архівовано 2009-08-30 у Wayback Machine.]